# Olympische Sommerspiele 2024/Schwimmen – 100 m Brust (Männer)
Der Schwimmwettkampf über 100 Meter Brust der Männer bei den Olympischen Spielen 2024 in Paris wurde am 27. und 28. Juli 2024 in der Paris La Défense Arena ausgetragen. Titelverteidiger war der Brite Adam Peaty, der in Tokio seinen Titel aus Rio de Janeiro verteidigen konnte.

## Rekorde
Vor Beginn der Olympischen Spiele waren folgende Rekorde gültig:
| Weltrekord         | Adam Peaty | 56,88 s | Gwangju        | 21. Juli 2019  |
| Olympischer Rekord | Adam Peaty | 57,13 s | Rio de Janeiro | 7. August 2016 |

## Titelträger
| Olympische Spiele 2020       | Adam Peaty         | 57,37 s     | Tokio             |
| Weltmeisterschaften 2024     | Nic Fink           | 58,57 s     | Doha              |
| Afrikaspiele 2023            | Ronan Wantenaar    | 1:01,86 min | Accra             |
| Panamerikanische Spiele 2023 | Jacob Foster       | 59,99 s     | Santiago de Chile |
| Asienspiele 2022             | Qin Haiyang        | 57,76 s     | Hangzhou          |
| Europameisterschaft 2022     | Nicolò Martinenghi | 58,26 s     | Rom               |
| Pazifikspiele 2023           | Alexandre Gane     | 1:06,13 min | Honiara           |

## Qualifikation
Als Olympische Normzeit (OQT) wurde eine Zeit von 59,49 Sekunden festgelegt. Athleten die diese Zeit im Qualifikationszeitraum (1. März 2023 bis 23. Juni 2024) erreichen dürfen an den Start gehen. Die Anzahl der Athleten ist auf maximal zwei pro NOK beschränkt. Darüber hinaus werden weitere Plätze an Schwimmer vergeben, die die Olympische Basiszeit (OCT) von 59,79 Sekunden geschwommen sind (maximal ein Schwimmer pro NOK). Über Universalstartplätze besteht eine weitere Chance für die Teilnahme, auch für Athleten die keine der beiden Normzeiten schwimmen konnten.

## Vorlauf

### Zusammenfassung
| Rang | Lauf | Bahn | Athlet                   | Nation                         | Zeit        | Anmerkung |
| ---- | ---- | ---- | ------------------------ | ------------------------------ | ----------- | --------- |
| 1    | 3    | 6    | Caspar Corbeau           | Niederlande                    | 59,04 s     | Q         |
| 2    | 4    | 4    | Adam Peaty               | Großbritannien                 | 59,18 s     | Q         |
| 3    | 4    | 7    | Ilja Schymanowitsch      | Individuelle Neutrale Athleten | 59,25 s     | Q         |
| 4    | 4    | 5    | Nicolò Martinenghi       | Italien                        | 59,39 s     | Q         |
| 4    | 6    | 3    | Arno Kamminga            | Niederlande                    | 59,39 s     | Q         |
| 6    | 4    | 1    | James Wilby              | Großbritannien                 | 59,40 s     | Q         |
| 7    | 5    | 6    | Melvin Imoudu            | Deutschland                    | 59,49 s     | Q         |
| 8    | 4    | 3    | Lucas Matzerath          | Deutschland                    | 59,52 s     | Q         |
| 9    | 5    | 4    | Qin Haiyang              | Volksrepublik China            | 59,58 s     | Q         |
| 10   | 3    | 4    | Nic Fink                 | Vereinigte Staaten             | 59,66 s     | Q         |
| 11   | 4    | 8    | Bernhard Reitshammer     | Österreich                     | 59,68 s     | Q         |
| 12   | 3    | 1    | Joshua Yong              | Australien                     | 59,75 s     | Q         |
| 13   | 3    | 5    | Jewgeni Somow            | Individuelle Neutrale Athleten | 59,83 s     | Q         |
| 14   | 4    | 6    | Charlie Swanson          | Vereinigte Staaten             | 59,92 s     | Q         |
| 15   | 3    | 2    | Ludovico Blu Art Viberti | Italien                        | 59,93 s     | Q         |
| 16   | 3    | 8    | Ron Polonsky             | Israel                         | 1:00,00 min | Q, NR     |
| 17   | 5    | 3    | Sun Jiajun               | Volksrepublik China            | 1:00,11 min |           |
| 18   | 5    | 7    | Choi Dong-yeol           | Südkorea                       | 1:00,17 min |           |
| 19   | 3    | 7    | Taku Taniguchi           | Japan                          | 1:00,20 min |           |
| 20   | 4    | 2    | Andrius Šidlauskas       | Litauen                        | 1:00,29 min |           |
| 21   | 5    | 2    | Berkay Ömer Öğretir      | Türkei                         | 1:00,36 min |           |
| 22   | 5    | 8    | Jan Kałusowski           | Polen                          | 1:00,40 min |           |
| 23   | 5    | 1    | Denis Petraschow         | Kirgisistan                    | 1:00,42 min |           |
| 24   | 3    | 3    | Sam Williamson           | Australien                     | 1:00,50 min |           |
| 25   | 2    | 5    | Anton McKee              | Island                         | 1:00,62 min |           |
| 26   | 2    | 6    | Jadon Wuilliez           | Antigua und Barbuda            | 1:02,70 min |           |
| 27   | 2    | 2    | Adrian Robinson          | Botswana                       | 1:02,79 min |           |
| 28   | 2    | 3    | Alexandre Grand’Pierre   | Haiti                          | 1:02,85 min |           |
| 29   | 2    | 1    | Tasi Limtiaco            | Mikronesien                    | 1:04,14 min |           |
| 30   | 2    | 8    | Abdulaziz Al-Obaidly     | Katar                          | 1:04,31 min |           |
| 31   | 1    | 4    | Steven Insixiengmay      | Laos                           | 1:04,64 min |           |
| 32   | 1    | 3    | Matthew Lawrence         | Mosambik                       | 1:04,95 min |           |
| 33   | 2    | 7    | Jonathan Raharvel        | Madagaskar                     | 1:05,20 min |           |
| 34   | 1    | 5    | Micah Masei              | Amerikanisch-Samoa             | 1:05,95 min |           |
| 35   | 1    | 6    | Chadd Ning               | Eswatini                       | 1:09,85 min |           |
|      | 2    | 4    | Miguel de Lara Ojeda     | Mexiko                         | DSQ         |           |

## Halbfinale
| Rang | Lauf | Bahn | Athlet                   | Nation                         | Zeit        | Anmerkung |
| ---- | ---- | ---- | ------------------------ | ------------------------------ | ----------- | --------- |
| 1    | 1    | 4    | Adam Peaty               | Großbritannien                 | 58,86 s     | Q         |
| 2    | 2    | 2    | Qin Haiyang              | China                          | 58,93 s     | Q         |
| 3    | 2    | 3    | Arno Kamminga            | Niederlande                    | 59,12 s     | Q         |
| 4    | 1    | 2    | Nic Fink                 | Vereinigte Staaten             | 59,16 s     | Q         |
| 5    | 2    | 4    | Caspar Corbeau           | Niederlande                    | 59,24 s     | Q         |
| 6    | 1    | 5    | Nicolò Martinenghi       | Italien                        | 59,28 s     | Q         |
| 7    | 1    | 6    | Lucas Matzerath          | Deutschland                    | 59,31 s     | Q         |
| 8    | 2    | 6    | Melvin Imoudu            | Deutschland                    | 59,38 s     | QSO       |
| 8    | 2    | 8    | Ludovico Blu Art Viberti | Italien                        | 59,38 s     | QSO       |
| 10   | 2    | 5    | Ilja Schymanowitsch      | Individuelle Neutrale Athleten | 59,45 s     |           |
| 11   | 1    | 3    | James Wilby              | Großbritannien                 | 59,49 s     |           |
| 12   | 1    | 7    | Joshua Yong              | Australien                     | 59,64 s     |           |
| 13   | 2    | 1    | Jewgeni Somow            | Individuelle Neutrale Athleten | 1:00,00 min |           |
| 14   | 1    | 1    | Charlie Swanson          | Vereinigte Staaten             | 1:00,16 min |           |
| 15   | 2    | 7    | Bernhard Reitshammer     | Österreich                     | 1:00,18 min |           |
| 16   | 1    | 8    | Ron Polonsky             | Israel                         | 1:00,37 min |           |

### Swim-off
| Rang | Bahn | Athlet                   | Nation      | Zeit    | Anmerkung |
| ---- | ---- | ------------------------ | ----------- | ------- | --------- |
| 1    | 4    | Melvin Imoudu            | Deutschland | 59,69 s |           |
| 2    | 5    | Ludovico Blu Art Viberti | Italien     | 59,90 s |           |

## Finale
28. Juli 2024, 21:44 MEZ
| Rang | Bahn | Athlet             | Nation             | Zeit    | Anmerkung |
| ---- | ---- | ------------------ | ------------------ | ------- | --------- |
| 1    | 7    | Nicolò Martinenghi | Italien            | 59,03 s |           |
| 2    | 4    | Adam Peaty         | Großbritannien     | 59,05 s |           |
| 2    | 6    | Nic Fink           | Vereinigte Staaten | 59,05 s |           |
| 4    | 8    | Melvin Imoudu      | Deutschland        | 59,11 s |           |
| 5    | 1    | Lucas Matzerath    | Deutschland        | 59,30 s |           |
| 6    | 3    | Arno Kamminga      | Niederlande        | 59,32 s |           |
| 7    | 5    | Qin Haiyang        | China              | 59,50 s |           |
| 8    | 2    | Caspar Corbeau     | Niederlande        | 59,98 s |           |